# Регіони Квебеку
Поділ Квебеку на адміністративні регіони запроваджено 29 березня 1966 року і реорганізовано 22 грудня 1987 року. До цього Квебек поділявся на райони (фр. districts). 
Провінцію поділено на 17 адміністративних регіонів:

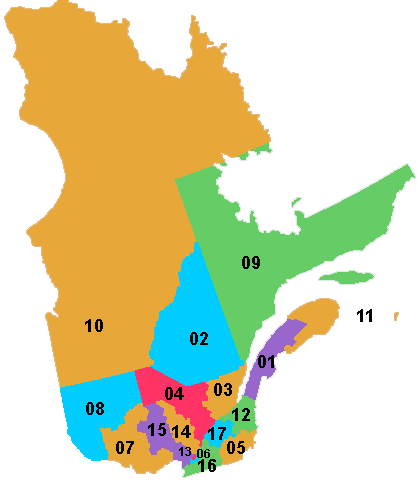
Кордони адміністративних регіонів Квебеку

| n° | Адміністративний регіон                                      | Населення (2006) | Площа (км²) | Щильність (мешканець/км²) |
| -- | ------------------------------------------------------------ | ---------------- | ----------- | ------------------------- |
| 01 | Ба-Сен-Лоран (фр. Bas-Saint-Laurent)                         | 201 692          | 22 185      | 9,1                       |
| 02 | Сагне-Ляк-Сен-Жан (фр. Saguenay–Lac-Saint-Jean)              | 274 095          | 95 893      | 2,9                       |
| 03 | Національна столиця (фр. Capitale-Nationale)                 | 671 468          | 18 639      | 36,0                      |
| 04 | Морісі (фр. Mauricie)                                        | 260 461          | 35 452      | 7,3                       |
| 05 | Естрі (фр. Estrie)                                           | 302 161          | 10 195      | 29,6                      |
| 06 | Монреаль (фр. Montréal)                                      | 1 873 971        | 498         | 3761,6                    |
| 07 | Оттава (фр. Outaouais)                                       | 347 214          | 30 504      | 11,4                      |
| 08 | Абітібі-Теміскамінг (фр. Abitibi-Témiscamingue)              | 144 835          | 57 340      | 2,5                       |
| 09 | Північний Берег (фр. Côte-Nord)                              | 95 948           | 236 700     | 0,4                       |
| 10 | Північ Квебеку (фр. Nord-du-Québec)                          | 40 637           | 718 229     | 0,1                       |
| 11 | Гаспезі-Іль-де-ля-Мадлен (фр. Gaspésie–Îles-de-la-Madeleine) | 95 872           | 20 272      | 4,7                       |
| 12 | Шодьєр-Аппалаш (фр. Chaudière-Appalaches)                    | 397 777          | 15 071      | 26,4                      |
| 13 | Лаваль (фр. Laval)                                           | 376 845          | 246         | 1532,0                    |
| 14 | Ланодьєр (фр. Lanaudière)                                    | 434 872          | 12 313      | 35,3                      |
| 15 | Лорантід (фр. Laurentides)                                   | 518 621          | 20 560      | 25,2                      |
| 16 | Монтережі (фр. Montérégie)                                   | 1 386 963        | 11 111      | 124,8                     |
| 17 | Центр Квебеку (фр. Centre-du-Québec)                         | 228 099          | 6921        | 33,0                      |

Джерело: Інститут статистики Квебеку
Крім того, Квебек поділено на 22 туристичних регіонів.